# Офтальмомиаз
Офтальмомиаз (Ophthalmomyiasis) — миаз, вызванный паразитированием личинок мух, в частности оводов в органе зрения человека.

## Этиология
Возбудители — личинки двукрылых: Oestrus ovis (см. эстроз), Wohlfahrtia magnifica (см. вольфартиоз), Hypoderma tarandi, Hypoderma bovis, Hypoderma lineatum (см. гиподерматоз), Cochliomyia hominivorax (см. кохлиомиаз) и Dermatobia hominis (см. дерматобиаз), Chrysomyia bezziana (см. хризомиаз), Gasterophilus intestinalis (см. гастрофилёз) и др.
Офтальмомиаз — редкое заболевание: на него приходится менее 5% случаев миаза человека.

## Механизм заражения
Custis Р.Н. и соавторы считают, что личинки попадают в глаз следующими путями: прямой путь — когда мухи (оводы) откладывают яйца вблизи глаза (самки оводов на лету могут выпускать жидкость, содержащую личинки) и непрямой путь — через загрязненные руки или некоторых москитов.

## Типы офтальмомиазов
Глазной миаз у человека впервые открыт Кейтом в 1900 году.
Глазные миазы могут быть наружными (экстрабульбарными, пальпебральными, подконъюнктивальными, орбитальными), когда личинки развиваются под конъюнктивой или в слёзном мешке, и внутренними (интрабульбарным), когда личинки попадают в глазное яблоко. Последний случай потенциально опасен, так как возможно разрушение глазного яблока, приводящее к слепоте. 
В наружном офтальмомиазе выделяют миаз век (фурункулоподобный миаз), ларвальный конъюнктивит, конъюнктивальную ларвальную гранулему и разрушающий офтальмомиаз. Внутриглазной офтальмомиаз подразделяется на внутренний передний и задний.

## Патогенез
Личинки, задерживаясь в толще конъюнктивы, способствуют развитию хронического конъюнктивита, они могут проникать сквозь лимб в переднюю камеру, в стекловидное тело, приводя к тяжёлому иридоциклиту. Процесс может закончиться гибелью глаза, увечьями и даже смертью. 
Самки полостных оводов Oestrus ovis (см. Эстроз) и Rhinoestrus purpureus (см. Ринэстроз) живородящи и налету впрыскивают личинок в глаза, реже — нос (см. Назальный миаз) человека. Личинки прикрепляются к слизистой оболочке век, реже проникают в слезной мешок, веко или внутрь глазного яблока. Паразитирование сопровождается режущей болью, слезотечением и острым воспалением конъюнктивы; в дальнейшем появляется изъявление, нагноение. Проникновение личинок в полость носа сопровождается высокой температурой, головной болью, выделениями слизи и гноя, часто с кровью. Личинок необходимо немедленно удалить, для чего глаз анестезируют раствором дикаина. Затем личинку удаляют пинцетом или промыванием.   
Офтальмомиазы составляют  5% всех случаев миазов. Личинки чаще всего паразитируют во внешней поверхности глаза или глазной adnexia, например, крышки, конъюнктивы и в слёзных путях (внешний офтальмомиаз). В некоторых случаях они могут проникать внутрь глаза (внутренний офтальмомиаз) или могут быть в орбите (орбитальный миаз).
Симптомы: болезненность в поражённом глазе, эозинофилия, расплывчатое зрение.

## Лечение
Лечение заключается в удалении личинок. Из глаза личинки удаляют пинцетом после анестезии (путём закапывания 3-5 капель 0,5% р-ра дикаина), затем глаз промывают слабым содовым раствором. Применяют антибиотики (тобрамицин и моксифлоксацин).